# Hyperschall
Hyperschall  (griechisch ὑπέρ hyper, deutsch ‚über‘, engl.: hypersonic) ist Schall mit Frequenzen oberhalb etwa 1.000 MHz (= 1 GHz (1)). Er ist somit ein Teilbereich des Ultraschalls (Frequenzen ab etwa 16 kHz). Wegen der bei diesen Frequenzen sehr hohen Dämpfung in Fluiden ist vor allem die Ausbreitung von Hyperschall in Festkörpern von Bedeutung (Körperschall). Dort können sowohl Longitudinal- als auch Transversalwellen sowie Oberflächenwellen auftreten.
Hyperschall entsteht, wenn freie Elektronen auf Materie treffen und atomare Eigenschwingungen anregen, auch in Halbleitern, oder aus der Wärmebewegung der Atome in einem Kristall. Bei extrem hohen Frequenzen wird Schall in kristallinen Festkörpern durch Phononen, also Quasiteilchen der Gitterschwingungen beschrieben; daraus ergibt sich auch die obere Frequenzgrenze, die je nach Material im Bereich von ca. 10 THz liegt. Es gibt Kristalle, die im Frequenzbereich von GHz absorbieren. Aus den Forschungen in diesem Bereich ergibt sich als Ausblick ein „akustischer Laser“.
Hyperschall wird im militärischen Bereich etwa seit den 1930er Jahren untersucht. Dabei wurde in den Anfängen besonders die Energieübertragung betrachtet: Ein Flugzeug überträgt kinetische Energie auf die umgebende Luft, wobei Wärmeenergie in Stoßwellen umgewandelt wird; beispielsweise  entstehen über Mach 10 Temperaturen von etwa 2000° Celsius. In der aktuellen Fassung DIN 1320:2009 (Akustik – Begriffe)  wird der Begriff Hyperschall nicht mehr verwendet, im technologischen Bereich jedoch weiterhin.